# Lindfield Rural
Lindfield Rural är en civil parish i Storbritannien.   Den ligger i grevskapet West Sussex och riksdelen England, i den södra delen av landet, 60 km söder om huvudstaden London. Arean är 19,8 kvadratkilometer.
Terrängen i Lindfield Rural är platt.